# Hydrobiosella aorere
Hydrobiosella aorere är en nattsländeart som beskrevs av Henderson 1983. Hydrobiosella aorere ingår i släktet Hydrobiosella och familjen stengömmenattsländor. Inga underarter finns listade i Catalogue of Life.